# Sanan (Girimarto)
Sanan is een bestuurslaag in het regentschap Wonogiri van de provincie Midden-Java, Indonesië. Sanan telt 2192 inwoners (volkstelling 2010).